# Museion (pismo)
Museion – miesięcznik wydawany w Paryżu i Krakowie w latach 1911–1913 (od 1912 tylko w Krakowie) pod redakcją Władysława Kościelskiego i Ludwika Hieronima Morstina. Do stałych współpracowników należeli K. Morawski i Tadeusz Sinko. Pismo poświęcało swe łamy literaturze i sztuce, zwalczało estetykę modernizmu. Publikowało utwory Jana Kochanowskiego, Szymona Szymonowica, a także przekłady utworów literatury greckiej i rzymskiej.
Z poetów współczesnych prezentowano twórczość Leopolda Staffa.
O malarstwie i rzeźbie pisali A. Potocki, Jan Alfred Lauterbach, Z. Lubicz-Zaleski. Nad staranną szatą graficzno-edytorską czuwał kierownik artystyczny Wacław Borowski.
Pismo uznawane jest za ostatni znaczący periodyk literacko-artystycznej Młodej Polski.